# Gibbaeum luteoviride
Gibbaeum luteoviride är en isörtsväxtart som först beskrevs av Adrian Hardy Haworth, och fick sitt nu gällande namn av N.E. Br. Gibbaeum luteoviride ingår i släktet Gibbaeum och familjen isörtsväxter. Inga underarter finns listade i Catalogue of Life.